# 606 هـ
606 هـ هي سنة في التقويم الهجري امتدت مقابلةً في التقويم الميلادي بين سنتي 1209 و1210.

## مواليد
- ابن بزيزة
- صدر الدين القونوي

## وفيات
- الأسعد بن مماتي
- روزبهان البقلي الشيرازي
- عفيفة بنت أحمد الأصبهانية
- فخر الدين الرازي

الفخر الرازي